# Artjom Baranov
Artjom Baranov (* 8. September 1986 in Tartu, Estland) ist ein estnisch-deutscher Regisseur, Drehbuchautor und Produzent. Bekannt wurde er durch seinen Kurzfilm Pig Heart (2018), der international ausgezeichnet wurde. Seitdem arbeitet er regelmäßig für das deutsche Fernsehen und ist Geschäftsführer der Münchner Werbefilmagentur Bees & Rockets.

## Leben und Werk
Baranov wurde in Tartu geboren und zog im Alter von sechs Jahren mit seiner Familie nach Deutschland. Vor seinem Studium arbeitete er als Script Supervisor. Er absolvierte ein Regiestudium an der Hochschule für Fernsehen und Film München (HFF).
Sein Kurzfilm Pig Heart (2018) lief auf über 30 nationalen und internationalen Festivals, darunter das Filmfestival Max Ophüls Preis und das ÉCU – The European Independent Film Festival in Paris. Der Film wurde mehrfach ausgezeichnet, u. a. mit dem Preis für Beste Regie.
Weitere Werke umfassen die Kurzfilme Klatscht! (2013) und Abitur (2010), die von der HFF München produziert wurden. 
Baranov ist auch als Werbefilmregisseur tätig.

## Filmografie (Auswahl)
- 2010: Abitur, Kurzfilm (20 min.); Regie, Drehbuch und Schnitt
- 2013: Klatscht! Kurzfilm (30 min.); Regie und Drehbuch
- 2018: Pig Heart Kurz-Spielfilm (30 min.); Regie und Drehbuch
- 2023–2025: SOKO Potsdam (TV-Serie, mehrere Episoden); Regie

## Auszeichnungen
- 2019: Nominierung – Max Ophüls Preis, Bester mittellanger Film (Pig Heart)
- 2019: Beste Regie – ÉCU European Independent Film Festival (Pig Heart)
- Nominierungen bei u. a. Bermuda International Film Festival und FIAV Festival International D’art Video de Casablanca